# Seuzach
Seuzach är en ort och kommun i distriktet Winterthur i kantonen Zürich, Schweiz. Kommunen har 7 880 invånare (2023).
I kommunen finns även ortsdelarna Oberohringen och Unterohringen.